# Liettinen
Liettinen est une île de l'archipel finlandais à Naantali en Finlande.

## Géographie
L'île est à environ 29 kilomètres à l'ouest de Turku. 
La superficie de l'île est de 77 hectares et sa plus grande longueur est de 1,4 kilomètre dans la direction nord-sud. 
L'île s'élève à environ 30 mètres d'altitude,.
L'île est principalement couverte de forêts et elle est assez rocheuse.
des dizaines de chalets ont été construits sur les rives de l'île et une ligne électrique traverse l'île.
Parmi les plus grandes îles à proximité d'Yllänpää se trouvent Salavainen−Raissiluoto à l'ouest, Vähä Tammisluoto et Tammisluoto au sud, et Yllänpää−Hunkeri à l'est-nord-est.

## Transports
L'île de Liettinen est desservie par le traversier gratuit M/S Kivimo de Teersalo dans sa route de Velkua.